# 1894 en sport
Cet article présente les faits marquants de l'année 1894 en sport.

## Athlétisme
- 19e édition du championnat britannique de cross-country à Blackpool. George Crossland s’impose en individuel ; Salford Harriers enlève le titre par équipe.
- Première édition des championnats d’athlétisme d’Afrique du Sud.
- Première édition des championnats d’athlétisme du Danemark.
- 15e édition des championnats AAA d'athlétisme de Grande-Bretagne :
  - Charles Bradley remporte le 100 yards.
  - Edgar Bredin le 440 yards et le 880 yards.
  - Fred Bacon le mile et le 4 miles.
  - Sid Thomas le 10 miles.
  - Alfred George le steeplechase.
  - Godfrey Shaw le 120 yards haies.
  - Reg Williams le saut en hauteur (1,76 m).
  - Richard Dickinson le saut à la perche (3,05 m).
  - L’Irlandais Tom Donovan le saut en longueur (6,30 m).
  - L’Irlandais Denis Horgan le lancer du poids (12,90 m).
  - L’Irlandais William Barry le lancer du marteau (38,62 m).
  - Harry Curtis le 7 miles marche.
- 19e édition des championnats d'athlétisme des États-Unis :
  - Thomas Lee remporte le 100 yards et le 200 yards.
  - Tom Keane le 440 yards.
  - Charles Kilpatrick le 880 yards.
  - Le Canadien George Orton le mile et le 2 miles steeple.
  - Charles Bean le 4 miles.
  - Eddie Carter le 6 miles sur route.
  - Steven Chase le 120 yards haies.
  - Frédérick Puffer le 220 yards haies.
  - Mike Sweeney le saut en hauteur (1,83 m).
  - Christian Buchholz le saut à la perche (3,35 m).
  - Eugene Goff le saut en longueur (6,70 m).
  - Le Canadien George Gray le lancer du poids (13,61 m).
  - L’Irlandais James Mitchell le lancer du marteau (41,39 m).

## Automobile
- 22 juillet : Première compétition automobile de l'histoire de Paris à Rouen sur 126 km. Elle a été patronnée par Le Petit Journal, à l'initiative de Pierre Giffard et avait pour objectif de déterminer le véhicule qui serait le plus sûr, facile à manier, et peu coûteux. Il s'agit en fait plus d'un concours-démonstration que d'une véritable course. Le premier prix de 5 000 francs est partagé entre « Panhard & Levassor » et « les fils de Peugeot frères ».
- Décembre : premier numéro de la revue spécialisée La Locomotion Automobile à Paris.

## Baseball
- 30 mai : le joueur de baseball américain Bobby Lowe (Boston) réalise l’exploit de frapper quatre coups de circuit à l’occasion d’un match de ligue majeure.
- Cap Anson finit la saison avec 3005 coups sûrs, le premier joueur ayant frappé plus de 3000.
- 19e édition aux États-Unis du championnat de baseball de la Ligue nationale. Les Baltimore Orioles s’imposent avec 89 victoires et 39 défaites.
- Aux États-Unis, première édition du championnat de baseball de la Western Association. Les Sioux City Cornhuskers (74 victoires, 52 défaites) enlève le premier titre de cette ligue mineure qui deviendra une ligue majeure en 1901 sous le nom de Ligue américaine.

## Boules lyonnaises
- 2/4 juin : premier grand concours de Boules Lyonnaises, à Lyon évidemment. 1.200 participants.

## Boxe anglaise
- 26 juillet : Tommy Ryan devient champion du monde des poids welters en battant aux points en 20 rounds Mysterious Billy Smith

## Cricket
- Le Surrey (13 victoires, 2 nuls et 1 défaite) remporte le championnat britannique de cricket par Comté.
- South Australia gagne le championnat australien, le Sheffield Shield.
- La Western Province gagne le championnat sud-africain, la Currie Cup.
- 14/20 décembre : premier des cinq test matches de la tournée australienne de l’équipe anglaise de cricket. L’Angleterre bat l’Australie par 10 runs.

## Cyclisme
- Henri Favre est champion de Suisse de cyclisme (course en ligne).
- Léon Houa est champion de Belgique de cyclisme (course en ligne).
- 27/28 mai. 4e édition de la course cycliste Bordeaux-Paris. Le Français Lucien Lesna s’impose.
- 2e édition de la course cycliste entre Turin et Milan. Luigi Airaldi s’impose.
- 203 026 bicyclettes sont recensées en France.
- 2e édition des championnats du monde amateurs de cyclisme sur piste avec deux épreuves : l’Allemand Lehr remporte le sprint et le Norvégien Henie le 100KM avec derby.
- Première édition de la course cycliste hollandaise Amsterdam-Arnhem-Amsterdam.
- Première édition du Grand Prix cycliste professionnel de Paris. L’Américain Banker s’impose.
- Première édition du Bol d'or cycliste, compétition française d'endurance sur piste de 24 heures
- Premier numéro du journal sportif anglais « Cycling ».
- Unique édition de la course cycliste Paris-Saint-Malo.
- 26 août : 3e édition de la course cycliste Liège-Bastogne-Liège. Le Belge Léon Houa s’impose.
- Inauguration du Vélodrome du Boulevard de Châteaudun à Amiens.
- Inauguration du Vélodrome de la Cipale, dans le Bois de Vincennes.
- Première édition de la course cycliste Paris-Dinant.
- Unique édition de la course cycliste Paris-Lyon-Paris.
- Première édition de la course cycliste Milan-Munich.
- Inauguration du Vélodrome du Parc de la Tête d’Or à Lyon.
- Unique édition de la course cycliste Rennes-Brest-Rennes.
- Première édition de la course cycliste italienne Grand Fondo – La Seicento.
- 12e édition de la course cycliste suisse : le tour du Lac Léman. George Roesch s’impose.
- 31 octobre : le Français Jean Dubois porte le record du monde de l’heure cycliste à 38,220 km au Vélodrome Buffalo à Paris.

## Football
- 12 mars : à Wrexham, l’Angleterre bat le Pays de Galles 5-1.
- 31 mars : finale de la 23e FA Cup (155 inscrits). Notts County FC 4, Bolton Wanderers 1. 37 000 spectateurs à Goodison Park.
- Pays-Bas : RAP Amsterdam est champion de l’Ouest ; PR Wilhelmia champion de l’Est.
- 7 avril : à Glasgow, match nul 2-2 entre l’Écosse et l’Angleterre.
- 7 avril : Celtic FC conserve le titre de champion d’Écosse de football.
- 7 avril : Aston Villa (19 victoires, 6 nuls et 5 défaites) est sacré champion d’Angleterre de football. Small Heath remporte le titre en Division 2, nouvellement créée.
- 15 avril : premier match du premier championnat de France de football USFSA. À Bécon, les White-Rovers écrasent CA Neuilly 13 à 0. Le Standard A.C. est qualifié par forfait de l’International en demi-finale. Club français et CP Asnières étaient exempts de ce tour préliminaire et directement qualifiés en demi-finale.
- 22 avril : demi-finales du premier championnat de France de football USFSA. White-Rovers s’impose 1-0 face au Club Français, tandis que le Standard AC passe facilement l’obstacle du CP Asnières, 5-0.
- 29 avril : finale du premier championnat de France de football USFSA: Standard AC 2, White-Rovers 2 Arbitré par Daumy du Club Français, la finale ne livre pas de vainqueur; les Rovers prennent bien l'avantage deux fois, mais le Standard recolle à la marque. il faut rejouer.
- 6 mai : au vélodrome de Courbevoie, finale à rejouer du premier championnat de France de football : Standard AC 2, White Rovers 0. Un seul joueur Français est présent dans l’effectif du très britannique Standard AC : Leguillard.
- AB remporte le championnat de Copenhague de football.
- Les Britanniques résidant à Paris fondent le club de football de l’United SC (futur US Suisse).
- Lomas Athletic Club (8 victoires et 2 nuls) est champion d’Argentine de football.
- 4 septembre : fondation du club de football néerlandais du CV Veendam.
- 22 septembre : première journée du premier championnat de football de la Southern League anglaise.
- 23 octobre : match Baltimore-Philadelphie marque, après seulement sept journées jouées, la fin du premier championnat professionnel de football (soccer) aux États-Unis.
- 15 décembre : première trace d’un match de football disputé par Le Havre Athletic Club Football Association. L’Union Sportive du Lycée du Havre était son adversaire.
  - Article détaillé : 1894 en football

## Football australien
- Essendon remporte le championnat de Football Australien de l’État de Victoria. Norwood champion de South Australia. East Sydney champion de NSW. Fremantle champion du Western.

## Football gaélique
- 24 juin : finale du 6e championnat d’Irlande de Football gaélique : Wexford bat Cork.

## Golf
- John H. Taylor remporte le British Open de Golf à Sandwich.

## Hockey sur gazon
- Fondation en Irlande de la première ligue féminine de hockey sur gazon.

## Hockey sur glace
- 22 mars : l'Association des athlètes amateurs de Montréal conserve la Coupe Stanley de hockey sur glace en s’imposant 3-1 face au Club hockey d'Ottawa.
- À la suite de l'inauguration d’une patinoire à glace artificielle à Paris (rue de Clichy), Fondation du Hockey Club de Paris.

## Hurling
- 24 juin : finale du 6e championnat d’Irlande de Hurling : Cork bat Kilkenny.

## Jeux olympiques
- 16 au 23 juin : tenue à la Sorbonne du « Congrès pour le rétablissement des Jeux olympiques ». Fondation du Comité international olympique qui s'installe à Paris jusqu'en 1915, puis à Lausanne en Suisse.

## Joute nautique
- B. Goudard (dit lou grand) remporte le Grand Prix de la Saint-Louis à Cette.

## Rugby à XV
- 6 janvier : match international de rugby entre l’Angleterre et le Pays de Galles à Birkenhead Park. L’Angleterre s’impose.
- 3 février : l’Irlande bat l’Angleterre et l’Irlande à Blackheath.
- 17 mars : l’Angleterre bat l’Écosse à Édimbourg.
- 18 mars : finale du championnat de France (USFSA) de Rugby à XV. Le Stade français s’impose face à l’Inter Nos 18-0.
- Le Yorkshire est champion d’Angleterre des comtés.
- La Western Province remporte le championnat d’Afrique du Sud des provinces, la Currie Cup.

## Patinage sur glace
- 3e édition des championnats d’Europe de patinage artistique et de patinage vitesse à Vienne. L’Autrichien Eduard Engelmann remporte l’épreuve de patinage artistique.
- 10/11 février : championnats du Monde de patinage de vitesse à Neglingeviken (Suède).
- 24/25 février : championnats d’Europe de patinage de vitesse à Hamar (Norvège).
- Inauguration d’une patinoire à glace artificielle à Paris, rue de Clichy.

## Sport hippique
- États-Unis : Chant gagne le Kentucky Derby.
- Angleterre : Ladas gagne le Derby.
- Angleterre : Why Not gagne le Grand National.
- Irlande : Blairfinde gagne le Derby d'Irlande.
- France : Gospodar gagne le Prix du Jockey Club.
- France : Brisk gagne le Prix de Diane.
- Australie : Patron gagne la Melbourne Cup.

## Tennis
- 4e édition du championnat de France : le Français André Vacherot s’impose en simple hommes.
- 18e édition du Tournoi de Wimbledon :
  - L’Anglais Joshua Pim s’impose en simple hommes.
  - L’Anglaise Blanche Bingley en simple femmes.
- 14e édition du championnat des États-Unis :
  - L’Américain Robert Wrenn s’impose en simple hommes.
  - L’Américaine Helen Hellwig s’impose en simple femmes.

## Naissances
- 12 janvier : Georges Carpentier, boxeur français. († 28 octobre 1975).
- 18 janvier : Romain Bellenger, coureur cycliste français. († 25 novembre 1981).
- 9 juillet : Nedo Nadi, escrimeur italien. († 29 janvier 1940).
- 1er août : Ottavio Bottecchia, coureur cycliste italien, vainqueur du Tour de France en 1924 et 1925. († 27 mai 1927).
- 7 septembre : Vic Richardson, joueur de cricket australien, comptant 19 sélections en test cricket de 1924 à 1936. († 30 octobre 1969).
- 9 septembre : Bert Oldfield, joueur de cricket international australien. († 10 août 1976).
- 1er décembre : Armand Massard, escrimeur français, champion olympique à l'épée aux Jeux d'Anvers (1920), puis dirigeant sportif. (° 9 avril 1971).